# Struthio

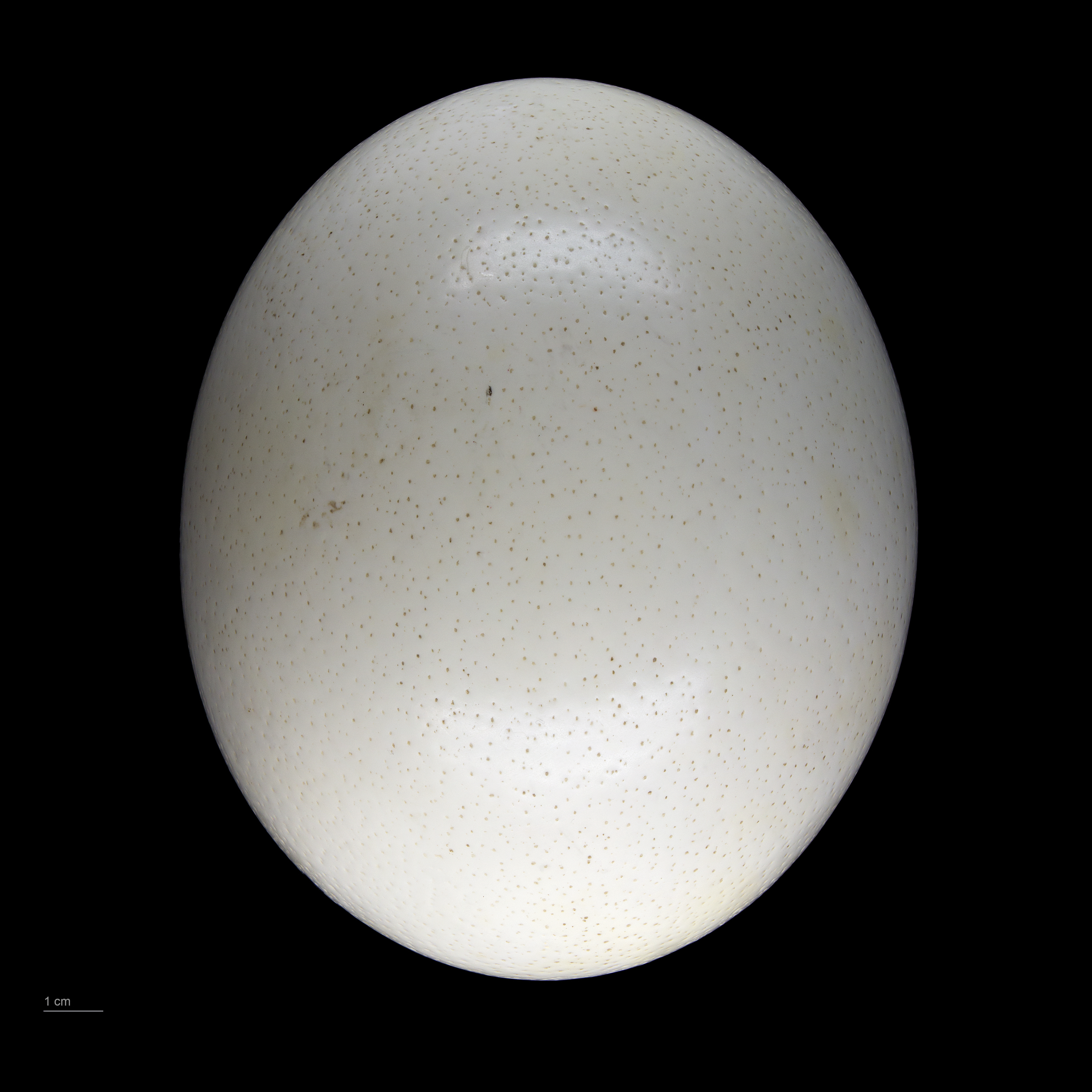
Struthio camelus

Struthio là một chi chim trong bộ Đà điểu (Struthioniformes). Hầu hết các loài trong chi đều đã bị tuyệt chủng, chỉ còn duy nhất một loài còn tồn tại.

## Các loài
- †Struthio anderssoni
- †Struthio asiaticus
- †Struthio brachydactylus
- Struthio camelus, đà điểu thông thường
  - Struthio camelus molybdophanes, đà điểu Somali
- †Struthio chersonensis
- †Struthio coppensi
- †Struthio daberasensis
- †Struthio dmanisensis
- †Struthio linxiaensis
- †Struthio kakesiensis
- †Struthio karingarabensis
- †Struthio oldawayi
- †Struthio orlovi
- †Struthio wimani